# پیوند تونلی

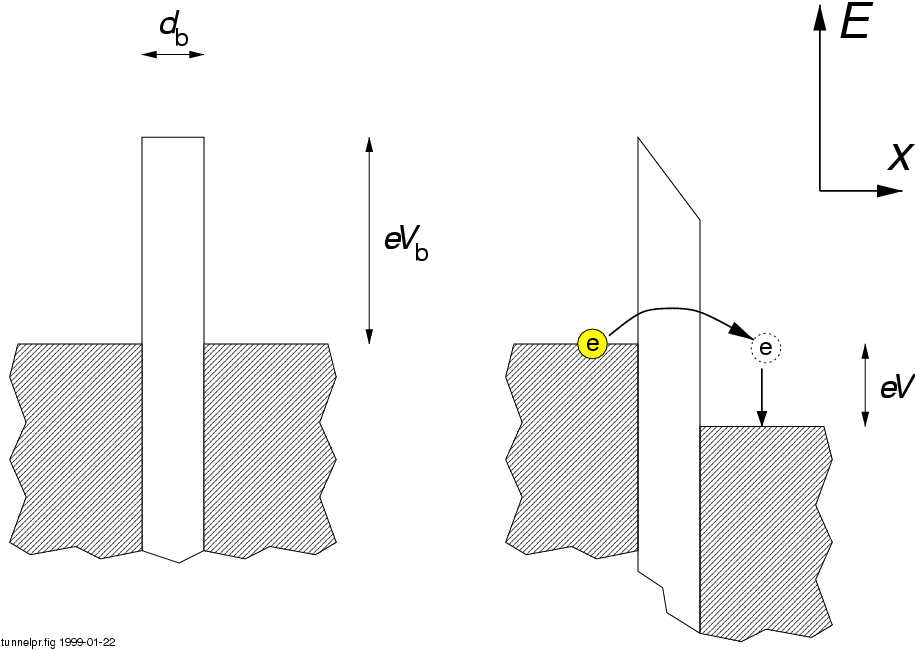
ترسیم طرح‌وارهٔ تونل‌زنی یک الکترون ازمیان یک سَد

در الکترونیک، پیوند تونلی (به انگلیسی: Tunnel junction) یک سَد است، مانند یک لایه عایق‌ساز الکتریکی نازک یا پتانسیل الکتریکی بین دو ماده رسانای الکتریکی. الکترون‌ها (یا شبه ذرات) از سَد با فرایند تونل‌زنی کوانتومی عبور می‌کند. به‌طور کلاسیک الکترون دارای احتمال صفر برای عبور از سد را دارد. با این حال، با توجه به مکانیک کوانتومی، الکترون دارای دامنه موج غیرصفر در سَد است و از این رو احتمال عبور از سَد را دارد. پیوندهای تونلی به این اهداف مختلف می‌رسند.

## سلول فتوولتائیک چندپیوندی
در سلول‌های فتوولتائیک چندپیوندی، پیوندهای تونلی ارتباطی بین متوالی شکل پیوندهای p-n. آنها به عنوان یک اتصال الکتریکی اهمی در میانه افزاره نیم‌رسانا می‌کنند.

## پیوند تونلی مغناطیسی
در پیوندهای تونلی مغناطیسی، الکترون‌ها ازمیان یک سد عایق نازک از یک ماده مغناطیسی به ماده مغناطیسی دیگر عبور می‌کنند. این می‌تواند به‌عنوان مبنایی برای یک آشکارساز مغناطیسی باشد.

## پیوند تونلی ابررسانا
در پیوندهای تونلی ابررسانا، دو الکترود ابررسانا توسط یک سَد ناابررسانا ازهم جدا می‌شوند. جفت کوپر ابرجریان را با تونل‌زنی کوانتومی، پدیده‌ای به نام اثر جوزفسون، از سد عبور می‌دهند. این تنظیم می‌تواند مبنایی برای مغناطیس‌سنج بسیار حساس، معروف به اسکوئد و همچنین بسیاری از افزاره‌های دیگر باشد.

## دیود تونلی
در دیودهای تونلی، به یک دیود اجازه می‌دهد تا الکترونها برای ولتاژهای خاصی تونل‌زنی کند. این به آنها اجازه می‌دهد تا برای تولید سیگنال‌های فرکانس بالا مورد استفاده قرار گیرند.